# Grand Prix Formule 1 van Frankrijk 2003
De Grand Prix Formule 1 van Frankrijk 2003 werd verreden op 6 juli op het Circuit de Nevers Magny-Cours in Magny-Cours.

## Kwalificatie
Jos Verstappen was de eerste in de eerste kwalificatiesessie door een opdrogende baan met een tijd van 1:20.817. 
Dit was de enige keer dat een Minardi bovenaan een lijst stond in een raceweekend.
| Pos. | Nr. | Coureur               | Constructeur     | Kwalificatietijden | Kwalificatietijden | Verschil |
| Pos. | Nr. | Coureur               | Constructeur     | Q1                 | Q2                 | Verschil |
| ---- | --- | --------------------- | ---------------- | ------------------ | ------------------ | -------- |
| 1    | 4   | Ralf Schumacher       | Williams-BMW     | 1:29.327           | 1:15.019           |          |
| 2    | 3   | Juan Pablo Montoya    | Williams-BMW     | 1:28.988           | 1:15.136           | +0.117   |
| 3    | 1   | Michael Schumacher    | Ferrari          | 1:27.929           | 1:15.480           | +0.461   |
| 4    | 6   | Kimi Räikkönen        | McLaren-Mercedes | 1:29.120           | 1:15.533           | +0.514   |
| 5    | 5   | David Coulthard       | McLaren-Mercedes | 1:28.937           | 1:15.628           | +0.609   |
| 6    | 7   | Jarno Trulli          | Renault          | 1:29.024           | 1:15.967           | +0.948   |
| 7    | 8   | Fernando Alonso       | Renault          | 1:29.455           | 1:16.087           | +1.068   |
| 8    | 2   | Rubens Barrichello    | Ferrari          | 1:27.095           | 1:16.166           | +1.147   |
| 9    | 14  | Mark Webber           | Jaguar-Cosworth  | 1:25.178           | 1:16.308           | +1.289   |
| 10   | 20  | Olivier Panis         | Toyota           | 1:24.175           | 1:16.345           | +1.326   |
| 11   | 15  | Antônio Pizzonia      | Jaguar-Cosworth  | 1:24.642           | 1:16.965           | +1.946   |
| 12   | 16  | Jacques Villeneuve    | BAR-Honda        | 1:24.651           | 1:16.990           | +1.971   |
| 13   | 21  | Cristiano da Matta    | Toyota           | 1:26.975           | 1:17.068           | +2.049   |
| 14   | 17  | Jenson Button         | BAR-Honda        | 1:30.371           | 1:17.077           | +2.058   |
| 15   | 9   | Nick Heidfeld         | Sauber-Petronas  | 1:24.042           | 1:17.445           | +2.426   |
| 16   | 10  | Heinz-Harald Frentzen | Sauber-Petronas  | 1:26.151           | 1:17.562           | +2.543   |
| 17   | 11  | Giancarlo Fisichella  | Jordan-Ford      | 1:28.502           | 1:18.431           | +3.412   |
| 18   | 12  | Ralph Firman          | Jordan-Ford      | 1:23.496           | 1:18.514           | +3.495   |
| 19   | 19  | Jos Verstappen        | Minardi-Cosworth | 1:20.817           | 1:18.709           | +3.690   |
| 20   | 18  | Justin Wilson         | Minardi-Cosworth | 1:20.968 *         | 1:19.619           | +4.600   |

* Tijd van Justin Wilson afgenomen omdat de auto te licht was.

## Wedstrijd
Ralf Schumacher behaalde zijn laatste overwinning in de Formule 1.

De gehele top 5 van de kwalificatie finishte ook in deze volgorde.
| Pos. | Nr. | Coureur               | Constructeur     | Rondes | Tijd / Oorzaak Uitval | Grid | Punten |
| ---- | --- | --------------------- | ---------------- | ------ | --------------------- | ---- | ------ |
| 1    | 4   | Ralf Schumacher       | Williams-BMW     | 70     | 1:30:49.213           | 1    | 10     |
| 2    | 3   | Juan Pablo Montoya    | Williams-BMW     | 70     | +13.813               | 2    | 8S     |
| 3    | 1   | Michael Schumacher    | Ferrari          | 70     | +19.568               | 3    | 6      |
| 4    | 6   | Kimi Räikkönen        | McLaren-Mercedes | 70     | +38.047               | 4    | 5      |
| 5    | 5   | David Coulthard       | McLaren-Mercedes | 70     | +40.289               | 5    | 4      |
| 6    | 14  | Mark Webber           | Jaguar-Cosworth  | 70     | +1:06.380             | 9    | 3      |
| 7    | 2   | Rubens Barrichello    | Ferrari          | 69     | +1 Ronde              | 8    | 2      |
| 8    | 20  | Olivier Panis         | Toyota           | 69     | +1 Ronde              | 10   | 1      |
| 9    | 16  | Jacques Villeneuve    | BAR-Honda        | 69     | +1 Ronde              | 12   |        |
| 10   | 15  | Antônio Pizzonia      | Jaguar-Cosworth  | 69     | +1 ronde              | 11   |        |
| 11   | 21  | Cristiano da Matta    | Toyota           | 69     | +1 ronde              | 13   |        |
| 12   | 10  | Heinz-Harald Frentzen | Sauber-Petronas  | 68     | +2 rondes             | 16   |        |
| 13   | 9   | Nick Heidfeld         | Sauber-Petronas  | 68     | +2 rondes             | 15   |        |
| 14   | 18  | Justin Wilson         | Minardi-Cosworth | 67     | +3 rondes             | 20   |        |
| 15   | 12  | Ralph Firman          | Jordan-Ford      | 67     | +3 rondes             | 18   |        |
| 16   | 19  | Jos Verstappen        | Minardi-Cosworth | 66     | +4 rondes             | 19   |        |
| DNF  | 7   | Jarno Trulli          | Renault          | 45     | Motor                 | 6    |        |
| DNF  | 8   | Fernando Alonso       | Renault          | 43     | Motor                 | 7    |        |
| DNF  | 11  | Giancarlo Fisichella  | Jordan-Ford      | 42     | Motor                 | 17   |        |
| DNF  | 17  | Jenson Button         | BAR-Honda        | 23     | Benzine               | 14   |        |

## Statistieken
| Snelste ronde | Juan Pablo Montoya | Williams-BMW | 1:15.512 |

## Noot
- Dit was de honderdste Grand Prix-start voor Jos Verstappen. Hiermee was Verstappen de 53ste coureur die minstens 100 Grands Prix had gereden.

1906 · 1907 · 1908 · 1912 · 1913 · 1914 · 1921 · 1922 · 1923 · 1924 · 1925 · 1926 · 1927 · 1928 · 1929 · 1930 · 1931 · 1932 · 1933 · 1934 · 1935 · 1936 · 1937 · 1938 · 1939 · 1947 · 1948 · 1949 · 1950 · 1951 · 1952 · 1953 · 1954 · 1956 · 1957 · 1958 · 1959 · 1960 · 1961 · 1962 · 1963 · 1964 · 1965 · 1966 · 1967 · 1968 · 1969 · 1970 · 1971 · 1972 · 1973 · 1974 · 1975 · 1976 · 1977 · 1978 · 1979 · 1980 · 1981 · 1982 · 1983 · 1984 · 1985 · 1986 · 1987 · 1988 · 1989 · 1990 · 1991 · 1992 · 1993 · 1994 · 1995 · 1996 · 1997 · 1998 · 1999 · 2000 · 2001 · 2002 · 2003 · 2004 · 2005 · 2006 · 2007 · 2008 · 2018 · 2019 · 2021 · 2022